# Eccleshall
Eccleshall è una parrocchia civile di 4 651 abitanti, situata nella contea dello Staffordshire in Inghilterra.